# Hypomnemata. Untersuchungen zur Antike und zu ihrem Nachleben
Hypomnemata. Untersuchungen zur Antike und zu ihrem Nachleben ist eine wissenschaftliche Schriftenreihe aus dem Bereich der Klassischen Altertumswissenschaften.
In der Reihe, die 1962 von Albrecht Dihle, Hartmut Erbse, Wolf-Hartmut Friedrich, Christian Habicht (bis 1996) und Bruno Snell begründet wurde, erscheinen vor allem Monografien mit altphilologischem und althistorischem Inhalt. Besonders viel Wert legt man innerhalb der Reihe auf die Rezeption der Antike. Seit 1962 sind über 200 Einzelbände erschienen. Vorherrschende Publikationssprache ist Deutsch, doch kommen nicht selten auch Werke in englischer Sprache, gelegentlich auch Werke in italienischer, französischer und spanischer Sprache vor.
Zu den ehemaligen Herausgebern der Reihe zählen Ewen Bowie, Albrecht Dihle, Siegmar Döpp, Dorothea Frede, Günther Patzig, Gisela Striker und Benedikt Strobel. Derzeit (August 2021) wird sie von Friedemann Buddensiek, Sabine Föllinger, Hans-Joachim Gehrke, Karla Pollmann, Christiane Reitz, Christoph Riedweg, Tanja Scheer und James Wilberding herausgegeben. Neben der regulären Reihe gibt es seit 2001 auch eine Supplement-Reihe. Die Reihe erscheint im Göttinger Verlag Vandenhoeck & Ruprecht. Den Großteil der Bände machen Dissertationen und Habilitationsschriften aus. Zu den Autoren gehören Bruno Snell, Klaus Bringmann, Bernd Seidensticker, Christian Habicht, Glenn W. Most, Bernhard Zimmermann, Hartmut Leppin, Rene Pfeilschifter und Mischa Meier.